# Saint Lucia i olympiska sommarspelen 2004
Saint Lucia deltog i de olympiska sommarspelen 1996 med en trupp bestående av två deltagare, en man och en kvinna, men ingen av landets deltagare erövrade någon medalj.

## Friidrott
Herrar
Bana och landsväg
| Friidrottare      | Gren    | Final    | Final     |
| Friidrottare      | Gren    | Resultat | Placering |
| ----------------- | ------- | -------- | --------- |
| Zepherinus Joseph | Maraton | 2:44:19  | 80        |